# Charley Straight

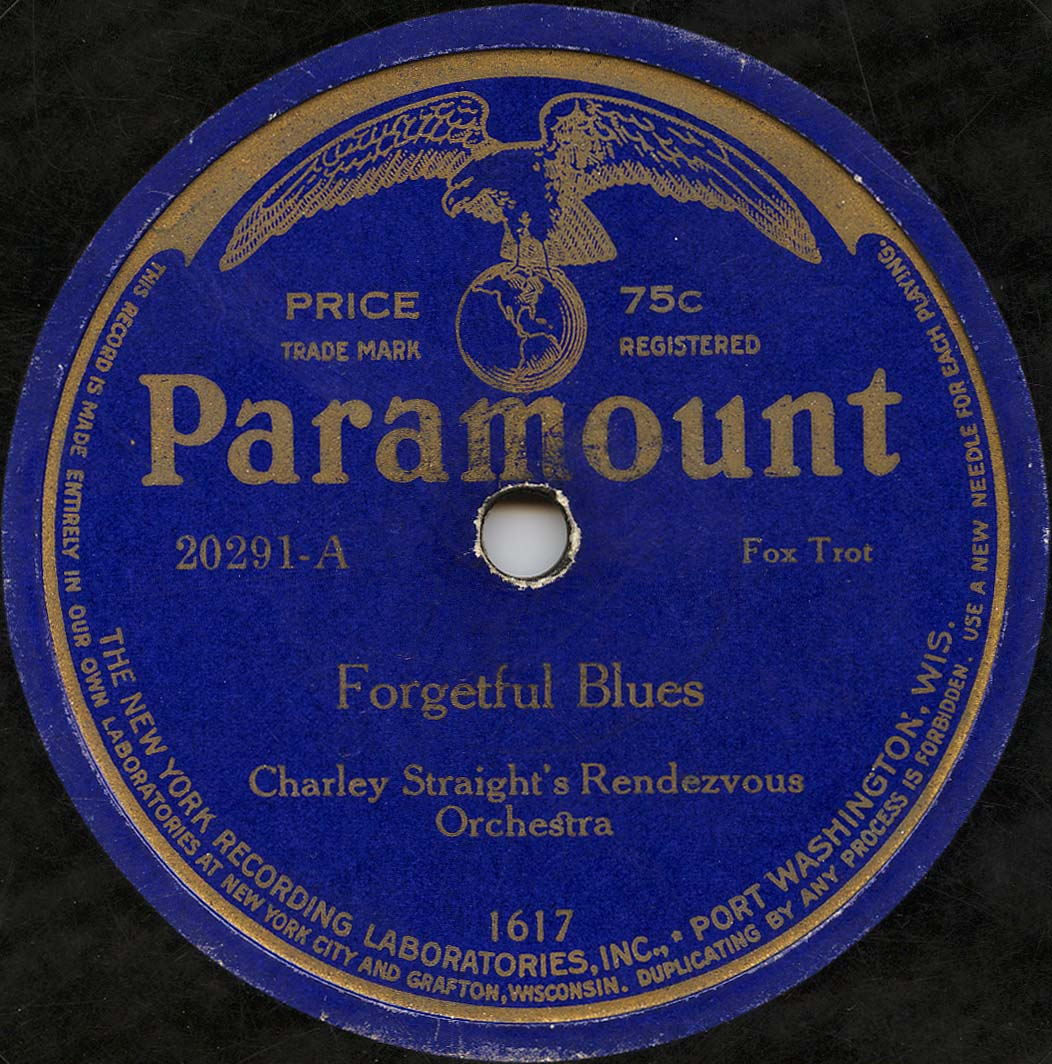
Etiketten till Charley Straights inspelning av "Forgetful Blues" för bolaget Paramount 1923.

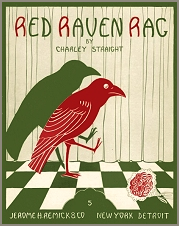
Nothäftesomslag till Charley Straights komposition "Red Raven Rag" från 1915.

Charles Theodore "Charley" Straight, född i Chicago den 16 januari 1891, död där den 22 september 1940, var en amerikansk pianist, orkesterledare och kompositör.
Straight började arbeta som professionell musiker redan under tonåren och som 18-åring slog han sig samman med sångaren Gene Greene som dennes ackompanjatör. Tillsammans med Greene turnerade Straight bland annat till England och Australien 1912-14. Under Englandsvistelsen ackompanjerade Straight även Greene på ett sextiotal skivinspelningar för Pathé och spelade också in ett par pianosolon. Dessa inspelningar är ytterst sällsynta.
Efter samarbetet med Greene arbetade Straight med att spela in pianorullar för Imperial Roll Company i Chicago och var även pianist i saxofonisten Paul Bieses orkester innan han 1922 startade en egen orkester, vilken uppträdde på Rendezvous Café.
Straights orkester skivdebuterade 1923 för Paramount och gjorde under året fjorton inspelningar för detta bolag. Därefter följde nära tre år utan inspelningar, vilket beklagats av jazzhistoriker eftersom detta sammanföll med att den unge Bix Beiderbecke under en period 1925 ingick i orkestern. 1926 fick Straight dock kontrakt med Brunswick och gjorde under de följande dryga två åren ett stort antal inspelningar på detta bolag. Jämfört med många andra samtida vita dansorkestrar innehåller Straights inspelningar en mycket stor portion jazz.
Bland Straights kompositioner märks Buddy's Habits (tillsammans med den svarte klarinettisten Arnett Nelson), Smilin' Skies och Pretty Lips (med text av Walter Donaldson) samt ett antal sånger skrivna tillsammans med Gene Greene, däribland King of the Bungaloos.
Straight fortsatte att leda egna orkestrar under depressionen men gjorde inga fler skivinspelningar. Han omkom i en bilolycka, inte ens femtio år gammal.